# Maria Lassnig
Maria Lassnig, née le 8 septembre 1919 à Kappel am Krappfeld et morte le 6 mai 2014 à Vienne, est une artiste autrichienne.

## Biographie
Maria Lassnig grandit en Autriche et étudie l'art à l'Académie des beaux-arts de Vienne dont elle sort diplômée en 1945. 
Elle voyage en France dans les années 1950, elle y découvre le surréalisme, le néo-expressionnisme et l'art informel. Par la suite, entre 1968 à 1978, elle vit à  New York.
À la suite de la mobilisation des membres de IntAkt, elle obtient en 1980 un poste de professeure à l'Université des arts appliqués de Vienne. En 1982, elle fonde le studio d'enseignement de cinéma d'animation expérimental.
Elle est la première femme à obtenir une place d'enseignante à l'Université des arts appliqués de Vienne. Une fondation à son nom, la Maria Lassnig Stiftung, s'occupe de diffuser son œuvre.

## Œuvre
Sa peinture figurative évoque essentiellement le corps: selon ses mots, elle souhaite représenter « les sensations internes du corps ». Son travail est engagé, plusieurs de ses toiles traitent de sujets sensibles tels que les enfants soldats ou la fin de vie. Profondément féministe, elle fait de l'égalité homme-femme un thème récurrent. 
Adepte de l'autoportrait, elle se peint mi-femme mi-créature animale ou mythologiques. Son travail surprend voire dérange le regardeur car rien n'est sublimé, tout est cru. Ses représentations s'inscrivent dans la lignée des corps déconstruits de Francis Bacon, Pablo Picasso ou encore Egon Schiele. 
L'artiste joue aussi avec les genres, le féminin et le masculin se confondant, notamment dans ses films d'animation.

## Galerie

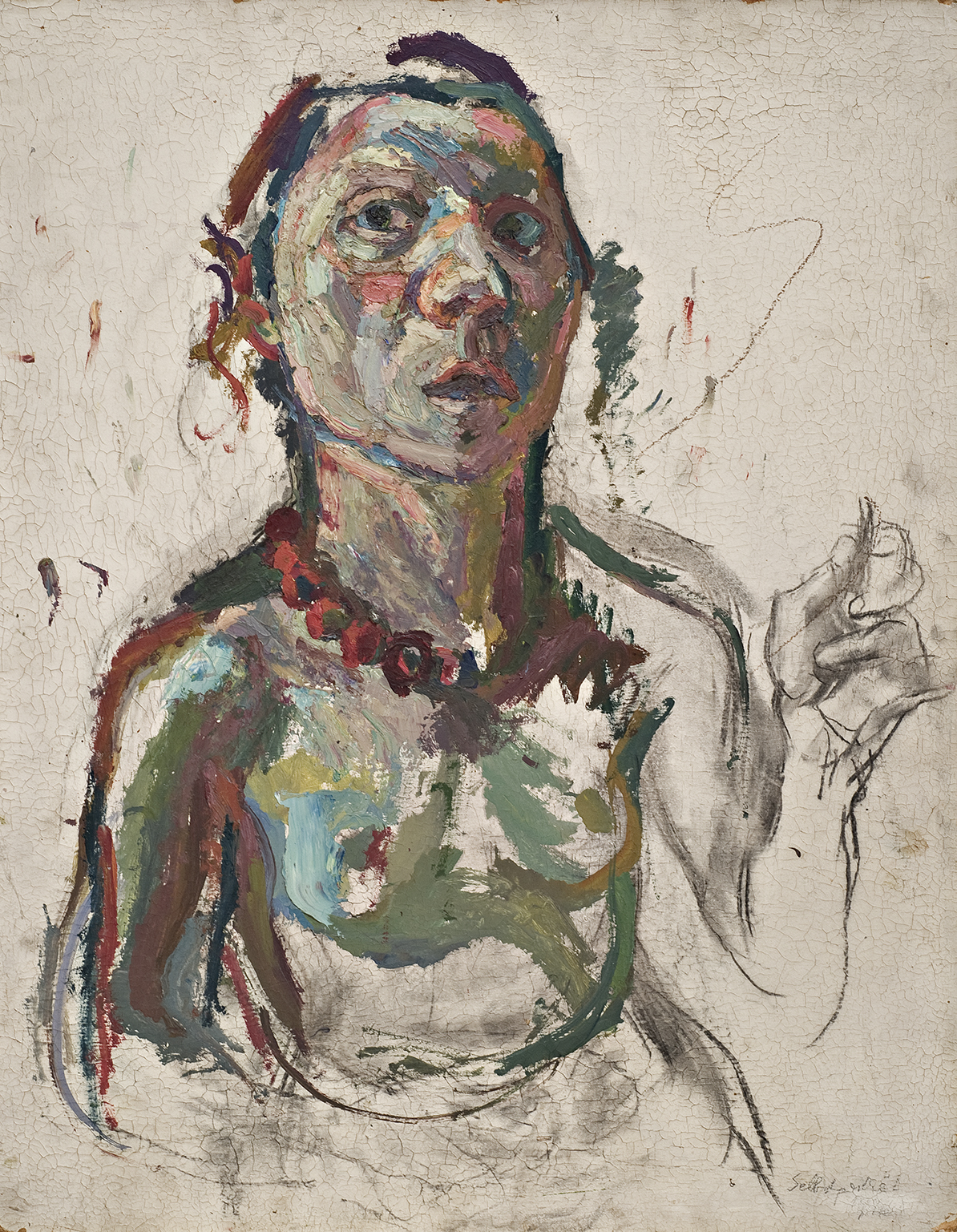
Peinture Selbstporträt expressiv (1945)
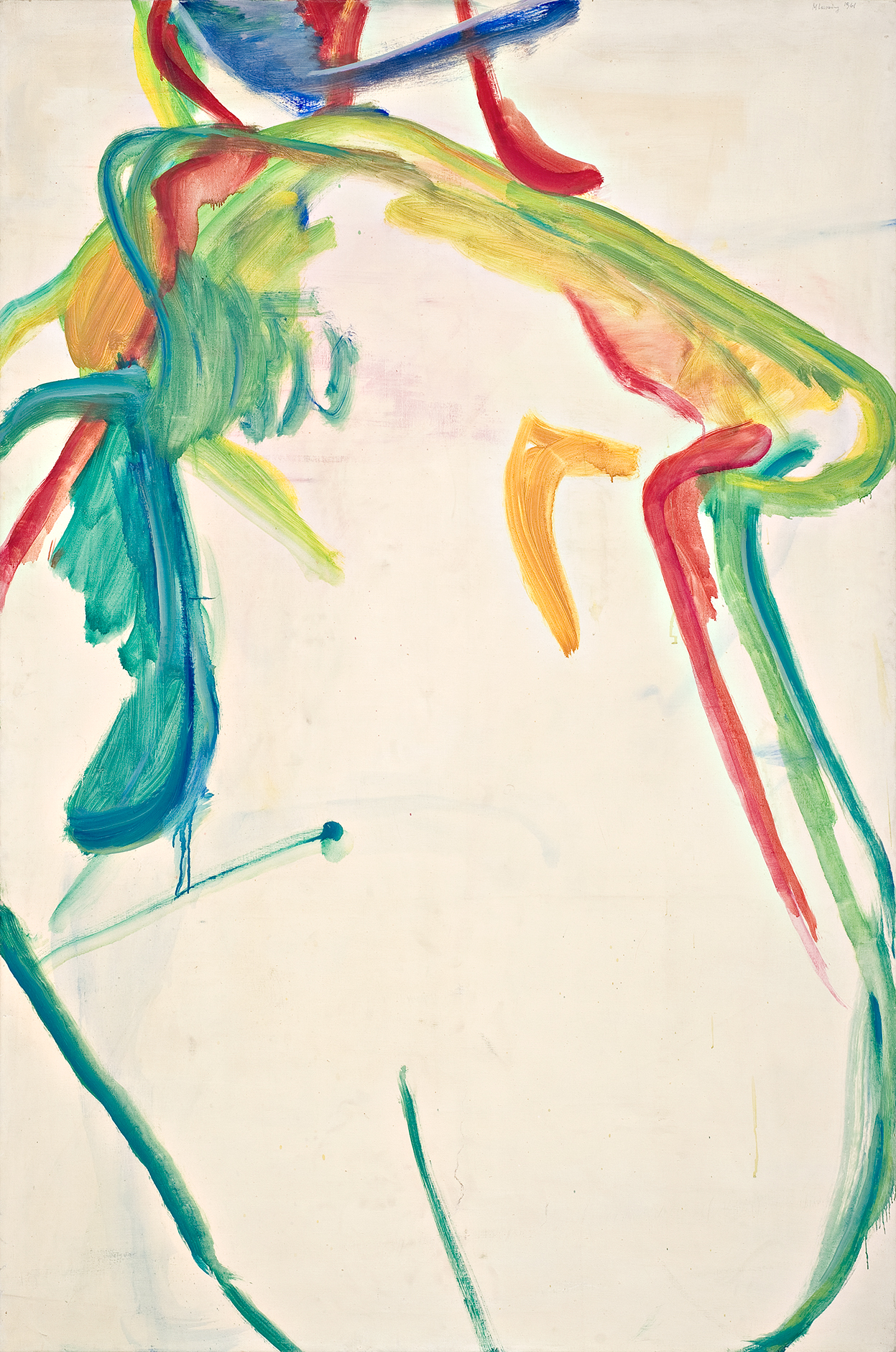
Peinture Dicke Grüne (1961)
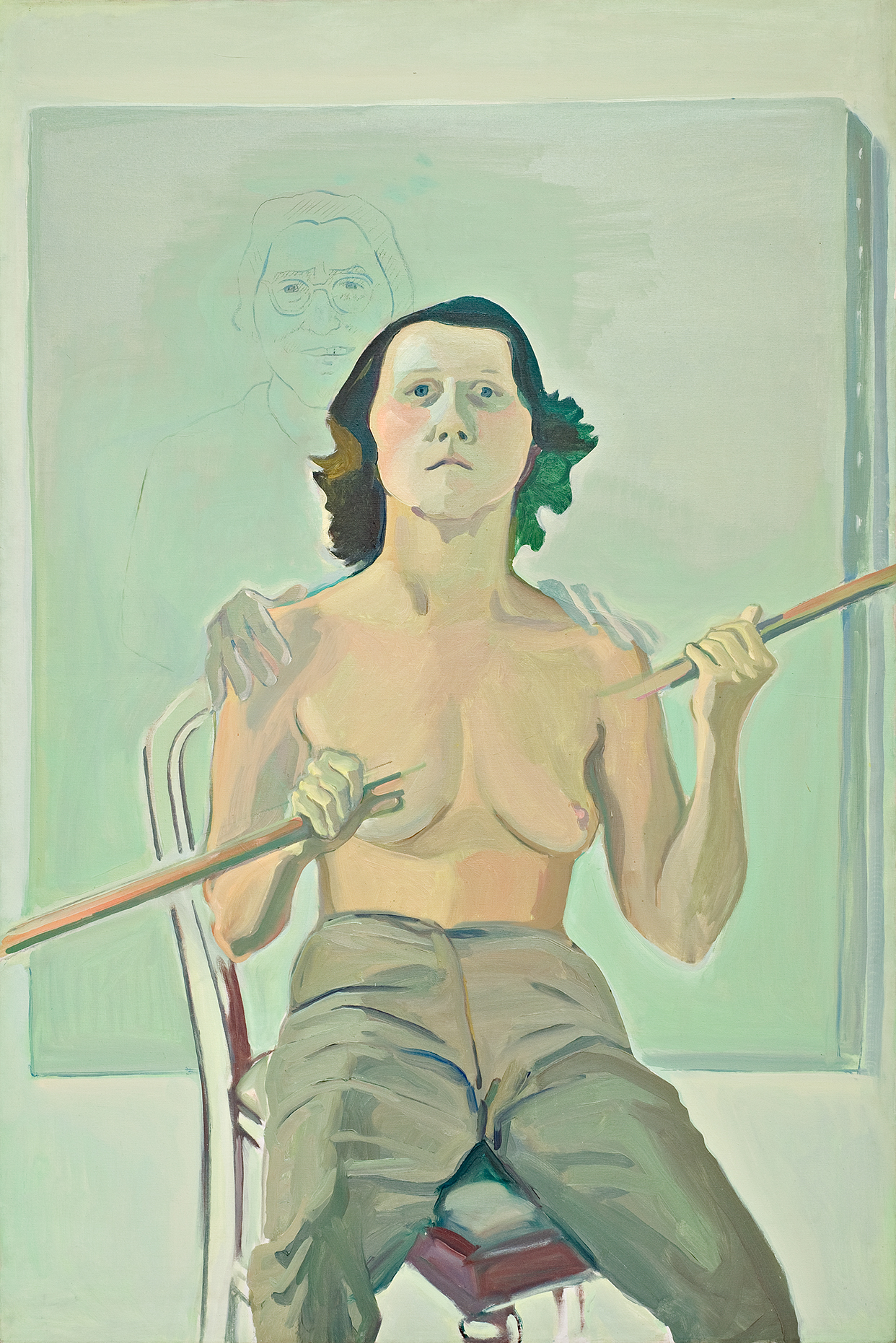
Peinture Selbstporträt mit Stab (1971)
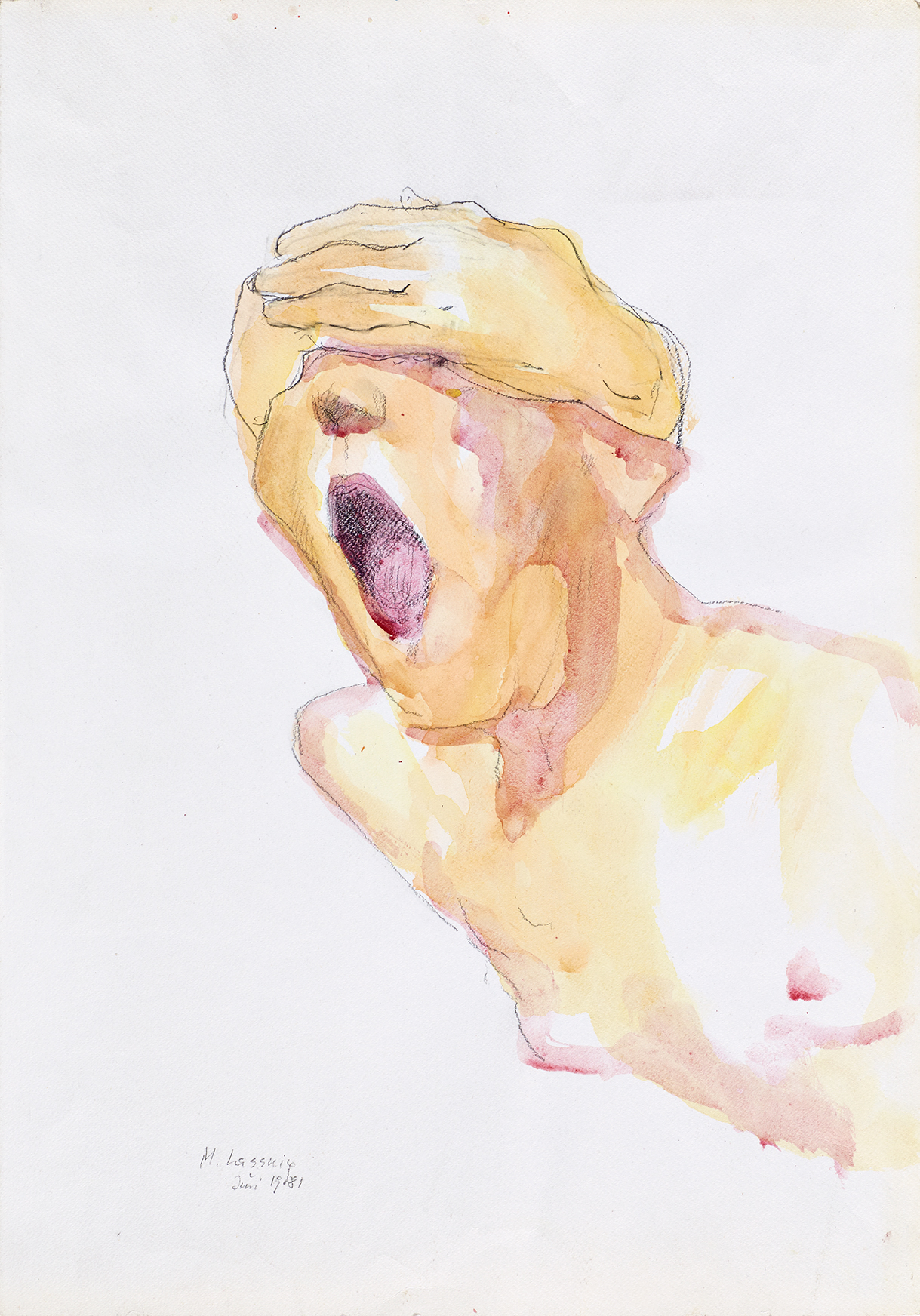
Dessin Ohne Titel (Schreiende) (1981)
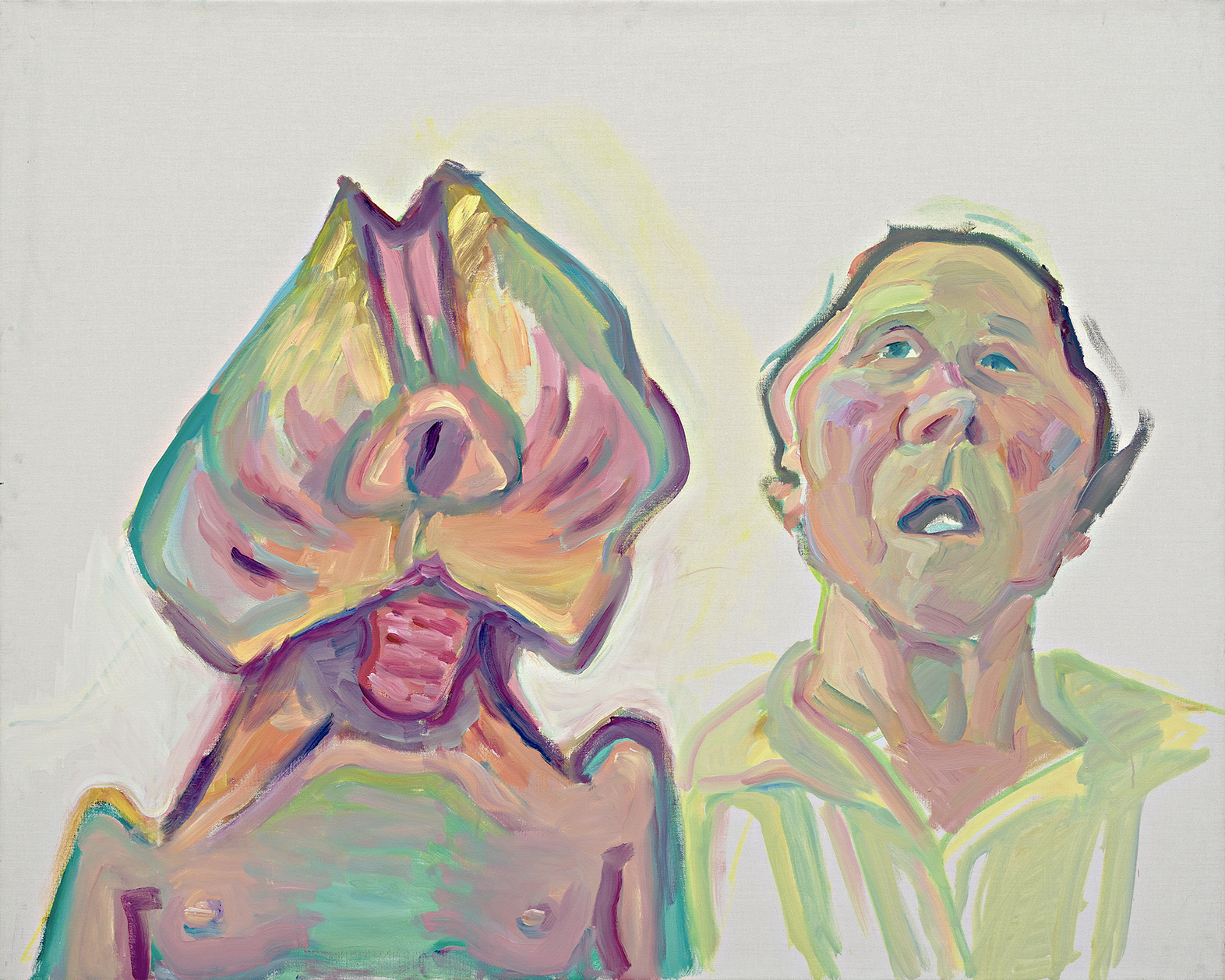
Peinture „Zwei Arten zu sein (Doppelselbstporträt)“ (2000)

## Distinction
En 1988, elle est la première femme à recevoir le Großer Österreichischer Staatspreis dans la catégorie « arts visuels ».
Lors de la 55e Biennale de Venise, elle reçoit conjointement avec Marisa Merz un Lion d'or à cette occasion Massimiliano Gioni, directeur de la Biennale déclare que Maria Lassnig « représente un exemple unique d’obstination et d’indépendance ».

## Expositions (sélection)
- Maria Lassnig, musée des beaux-arts de Nantes, 1999[8]
- Maria Lassnig, Serpentine Gallery, Londres, 2008[12]
- Maria Lassnig Das neunte Jahrzehnt, Museum moderner Kunst Stiftung Ludwig, Vienne, 2009[13]
- Maria Lassnig, MoMA/PS1, New York, 2014[14]
- Maria Lassnig 1919-2014, Narodni galerie Prag, Prague, 2018[15]